# Język kaonde
Język kaonde – język z rodziny bantu, używany w Zambii i Demokratycznej Republice Konga. Liczba mówiących sięga 350 tys.